# لس هنلی
لزلی هنلی (انگلیسی: Leslie Henley؛ ۲۶ سپتامبر ۱۹۲۲ – ۱۹۹۶) بازیکن فوتبال و مربی اهل انگلستان بود.
از باشگاه‌هایی که در آن بازی کرده‌است می‌توان به باشگاه فوتبال ردینگ، باشگاه فوتبال آرسنال، و باشگاه فوتبال وستهام یونایتد اشاره کرد.
او پس از ترک ردینگ، مربیگری بوهمیان را بر عهده گرفت. او از ۱۹۵۵ تا ۱۹۷۱ مربی ویمبلدون بود.